# От зимы до зимы
«От зимы до зимы» — советский широкоэкранный цветной художественный фильм 1981 года. По роману Владимира Беляева «В те холодные дни». Фильм снят на основе реальной истории работы трудового коллектива Челябинского трубопрокатного завода в конце 1970-х годов. Действие фильма происходит в основном в Липецке, многие сцены фильма сняты в конвертерном цехе Новолипецкого металлургического комбината. 

## Сюжет
Директор металлургического завода получает задание за короткий срок (от зимы до зимы) освоить выпуск новой марки стали, необходимой для строительства газопровода на Крайнем Севере. Коллектив завода под руководством профессионала решает технологические проблемы и успешно выполняет задание. Несмотря на не лёгкие трудовые будни у сотрудника завода возникают трудности в личной жизни — в его любимую влюбляется другой мужчина и зарождается любовный треугольник.
Режиссёр фильма О. Никитин в интервью так определил основную тему фильма:
Я не впервые обращаюсь к производственной теме. Хотелось бы как можно полнее рассказать о творческом отношении современного рабочего к своему труду, о высоком чувстве ответственности за порученное дело.
В основу ленты положены подлинные события, происшедшие несколько лет назад на Челябинском трубопрокатном заводе, когда коллектив в кратчайшие сроки освоил выпуск труб из особой морозостойкой стали. В центре фильма — люди разных характеров. Но всех их объединяет одно — верность общему делу.
Сценарий на основе своего романа «В те холодные дни» написал В. Беляев. Он долгое время проработал на «Запорожстали», да и вырос в семье потомственных металлургов. Так что место действия выбрано не случайно.
Советский экран, 1981 год, № 10.М. Бараненко

## В ролях
| Актёр                 | Роль                                                            |
| --------------------- | --------------------------------------------------------------- |
| Всеволод Ларионов     | директор металлургического завода Сергей Тарасович Косачёв      |
| Всеволод Санаев       | министр Павел Михайлович                                        |
| Евгений Шутов         | сотрудник завода, однополчанин Косачева Пётр Семёнович Воронков |
| Борис Щербаков        | рабочий Николай Шкуратов                                        |
| Валентина Грушина     | Эпизод                                                          |
| Татьяна Кречетова     | Алька                                                           |
| Любовь Стриженова     | вторая жена Сергея Тарасовича Клавдия Ивановна Косачёва         |
| Мария Виноградова     | Эпизод                                                          |
| Борис Борисов         | Поспелов                                                        |
| Людмила Белоусова     | Эпизод                                                          |
| Евгений Буренков      | Никифор Шкуратов                                                |
| Юрий Гусев            | главный инженер завода Кирилл Николаевич Водников               |
| Юрий Леонидов         | сотрудник завода Олег Николаевич Уломов                         |
| Виктор Филиппов       | начальник отдела кадров Волков                                  |
| Алексей Алексеев      | Эпизод                                                          |
| Александра Харитонова | жена Петра Воронкова Алёна Воронкова                            |

## Награды
- В 1982 году на XII кинофестивале молодых кинематографистов "Мосфильма" фильм получил приз Гагаринского райкома комсомола за разработку темы рабочего класса.

## Музыка
Музыку к фильму написал композитор Эдуард Хагагортян, текст песен: Майя Лаписова.

Берусь утверждать, что именно музыкальная концепция композитора помогла режиссеру создать произведение и социально и эмоционально значимое. В сценарии была в некоторой степени побочной сюжетная линия старой фронтовой дружбы директора завода и кадрового рабочего (в их ролях снимались Всеволод Ларионов и Евгений Шутов). Эдуард Арамович тему этой верной, бескомпромиссно-взыскательной дружбы сделал в музыке главенствующей. Ей была посвящена и лесня (на слова М. Лаписовой). В результате сцены, построенные на материале музыки и песни, стали главным стержнем, вскрыли глубинный пласт проблемы, на которой строился фильм. Они получились по хорошему кинематографическому счету — Елена Борисовна Долинская, музыковед, доктор искусствоведения, профессор Московской консерватории, заслуженный деятель искусств РФ